# Hortensien
Die Hortensien (Hydrangea) sind eine Pflanzengattung in der Familie der Hortensiengewächse (Hydrangeaceae). Sorten einiger ihrer Arten sind beliebte Ziersträucher. Die in Mitteleuropa bekannteste darunter ist die Gartenhortensie.
Das Auffällige in ihren Blütenständen sind weniger kleine fruchtbare Blüten als vielmehr unfruchtbare Schaublüten mit großen, farbigen oder weißen Kelchblättern, die am Rand des Blütenstandes stehen; bei den Zuchtformen der Gartenhortensie haben alle Blüten vergrößerte Kelchblätter und sind unfruchtbar.

## Etymologie
Der Begriff Hortensie entspringt dem lat. hortensius (abgeleitet von hortus für Garten) mit der Bedeutung „zum Garten gehörig, Garten-“.
Philibert Commerson, der den Pflanzennamen schuf, wollte mit diesem Namen entweder die französische Mathematikerin und Astronomin Nicole-Reine 'Hortense' Lepaute geb. Étable de la Brière (1723–1788) oder seine Geliebte und Lebensgefährtin, Jeanne Baret (1740–1803), eine französische Naturforscherin – wohl die erste Frau auf einer Weltumsegelung – ehren, die ihn als Mann verkleidet auf der die Jahre 1766 bis 1769 umspannenden Weltumsegelung von Louis-Antoine de Bougainville begleitete.

## Beschreibung

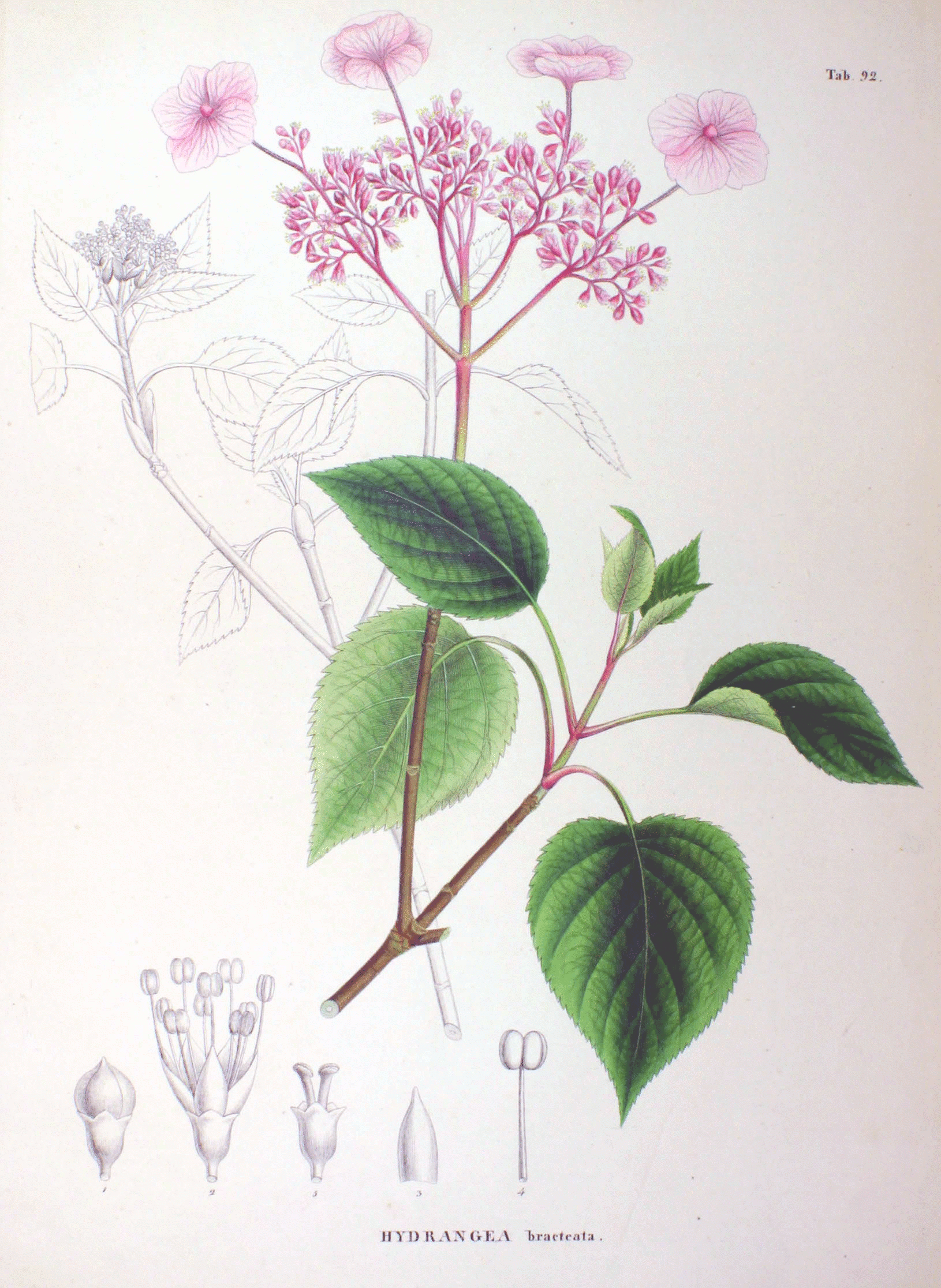
Illustration von Hydrangea scandens

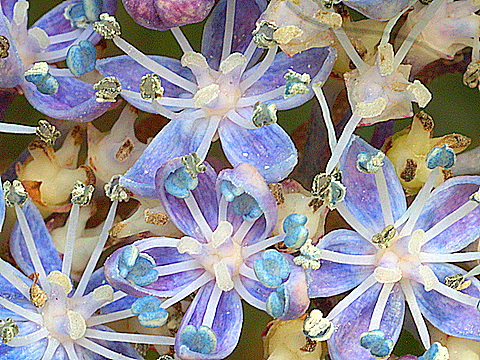
Fertile Blüten

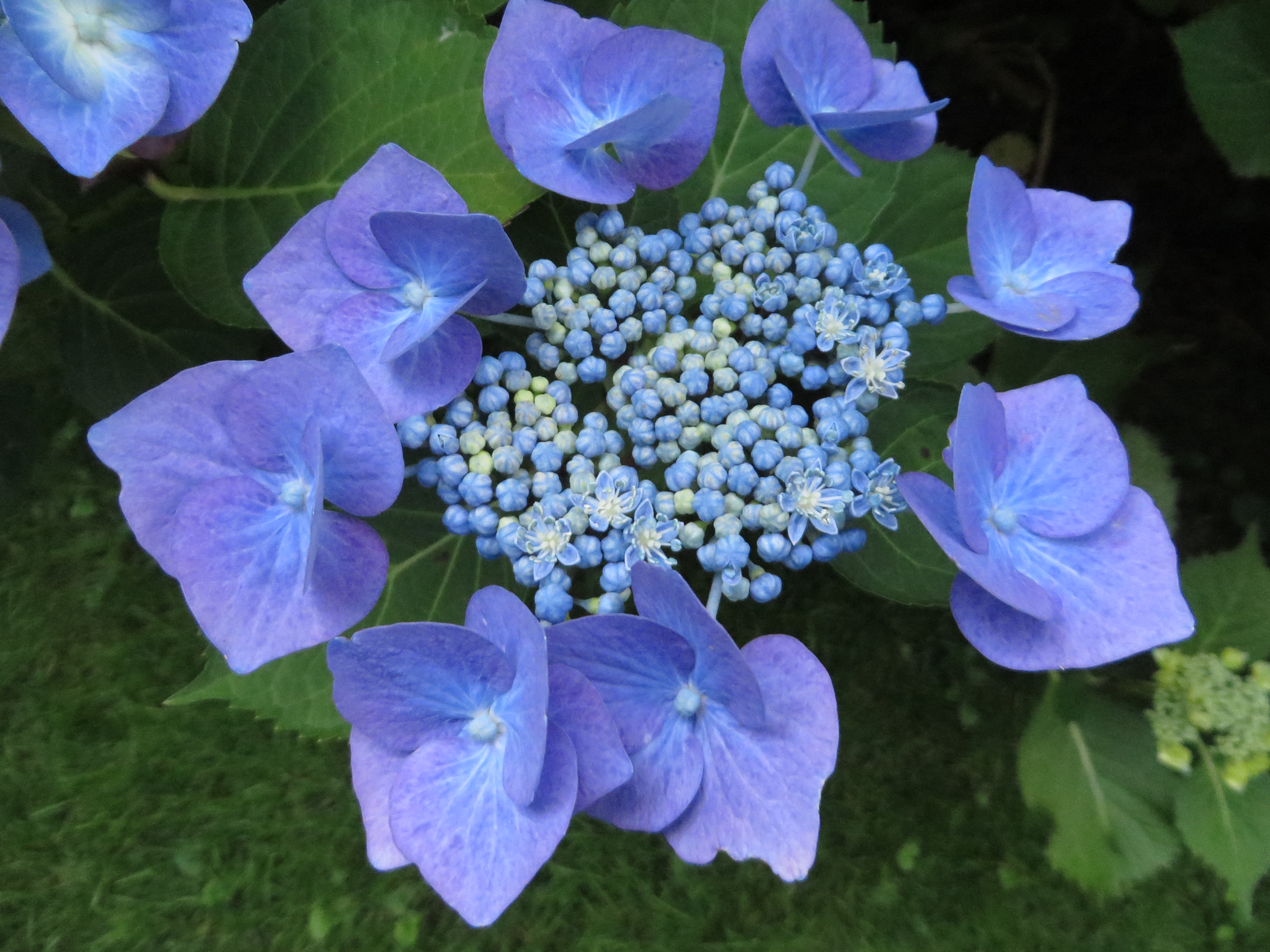
Gesägte Hortensie (Hydrangea serrata)

Bei Hortensien-Arten handelt es sich um verholzende Pflanzen: Halbsträucher, Sträucher, kleine Bäume oder Lianen. Es gibt sowohl immergrüne als auch laubabwerfende Arten. Auch die Behaarung kann je nach Art ganz unterschiedlich ausfallen.
Die Laubblätter sind gegenständig, selten auch quirlig. Bei den meisten Arten ist die Blattspreite einfach, groß und am Rande gesägt. Es gibt allerdings auch Arten mit glattem Blattrand oder mit fiederspaltigen Blättern. Nebenblätter fehlen.
Die doldigen zymösen oder thyrsenförmigen Blütenstände sind in der Regel endständig, nur gelegentlich erscheint auch ein achselständiger Blütenstand. Die Tragblätter in den Blütenständen fallen früh ab. Typisch für die Gattung Hydrangea ist, dass bei den meisten Arten in einer Zyme, also einem Blütenstand, am Rande sterile Schaublüten stehen, im Inneren zahlreiche fertile Blüten. Es gibt allerdings auch Arten ohne sterile Blüten.
Die kurz gestielten Blüten sind klein und zwittrig. Die sterilen Blüten haben zwei bis fünf, bei vielen Arten vier kronblattartig vergrößerte, weißlich bis rötliche oder violette Kelchblätter. Die kurz gestielten fertilen Blüten sind dagegen unauffällig. Sie haben vier bis fünf Kelchblattzipfel am kleinen Blütenbecher und vier bis fünf kleine, bootförmige, freie oder seltener verwachsene Kronblätter. Bei vielen Gartenformen fehlen die fertilen Blüten aber ganz. Es sind meist zehn (selten 8 oder 25) Staubblätter vorhanden. Die zwei bis vier (selten fünf) Griffel sind frei. Der Fruchtknoten ist halbunter- bis unterständig. Es ist ein Diskus vorhanden.
Es werden Kapselfrüchte gebildet. Die kleinen Samen sind geflügelt oder ungeflügelt. Die Färbung wird durch Anthocyane (Delphinidin) verursacht.

## Vorkommen
Die Hydrangea-Arten der Gattung sind größtenteils in gemäßigten bis warm temperierten Gebieten Ostasiens verbreitet. Nur wenige Arten kommen auch aus Südostasien, Nord- und Südamerika. In China kommen 33 Arten vor, 25 davon nur dort.
Der überwiegende Teil der Arten wächst als Unterbewuchs in Wäldern.

## Systematik
Die Gattung Hydrangea wurde 1753 durch Carl von Linné in Species Plantarum, Band 1, S. 397 aufgestellt. Typusart ist Hydrangea arborescens L. Synonyme für Hydrangea L. sind: Calyptranthe Nakai, Cornidia Ruiz & Pav., Hortensia Comm. ex Juss., Sarcostyles C.Presl ex DC.
Die Gattung Hydrangea gehört zur Tribus Hydrangeae in der Unterfamilie Hydrangeoideae innerhalb der Familie Hydrangeaceae. Früher wurde sie in die Familie der Saxifragaceae eingeordnet.

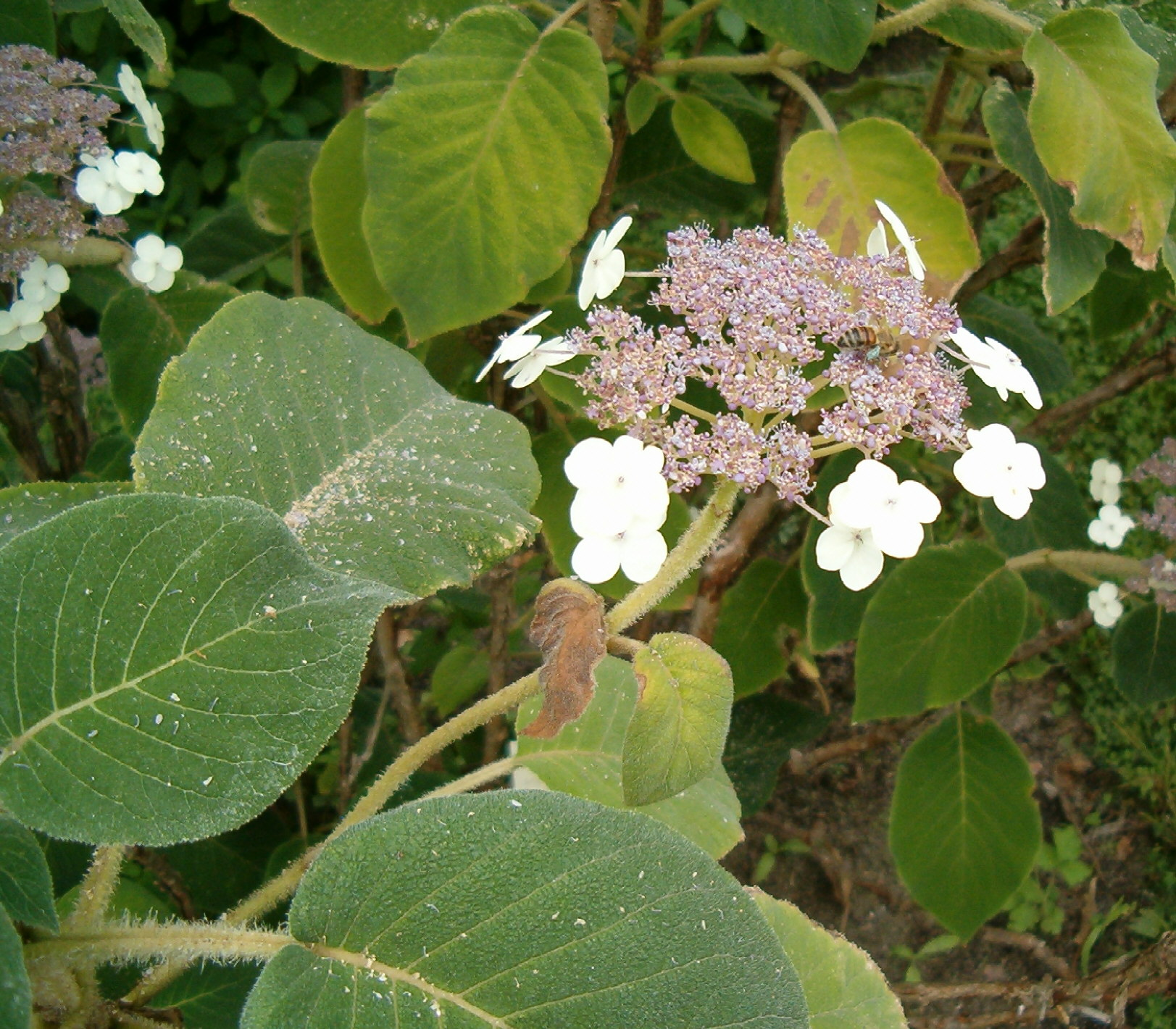
Hydrangea aspera, gut zu erkennen die sterilen Blüten am Rand des Blütenstandes

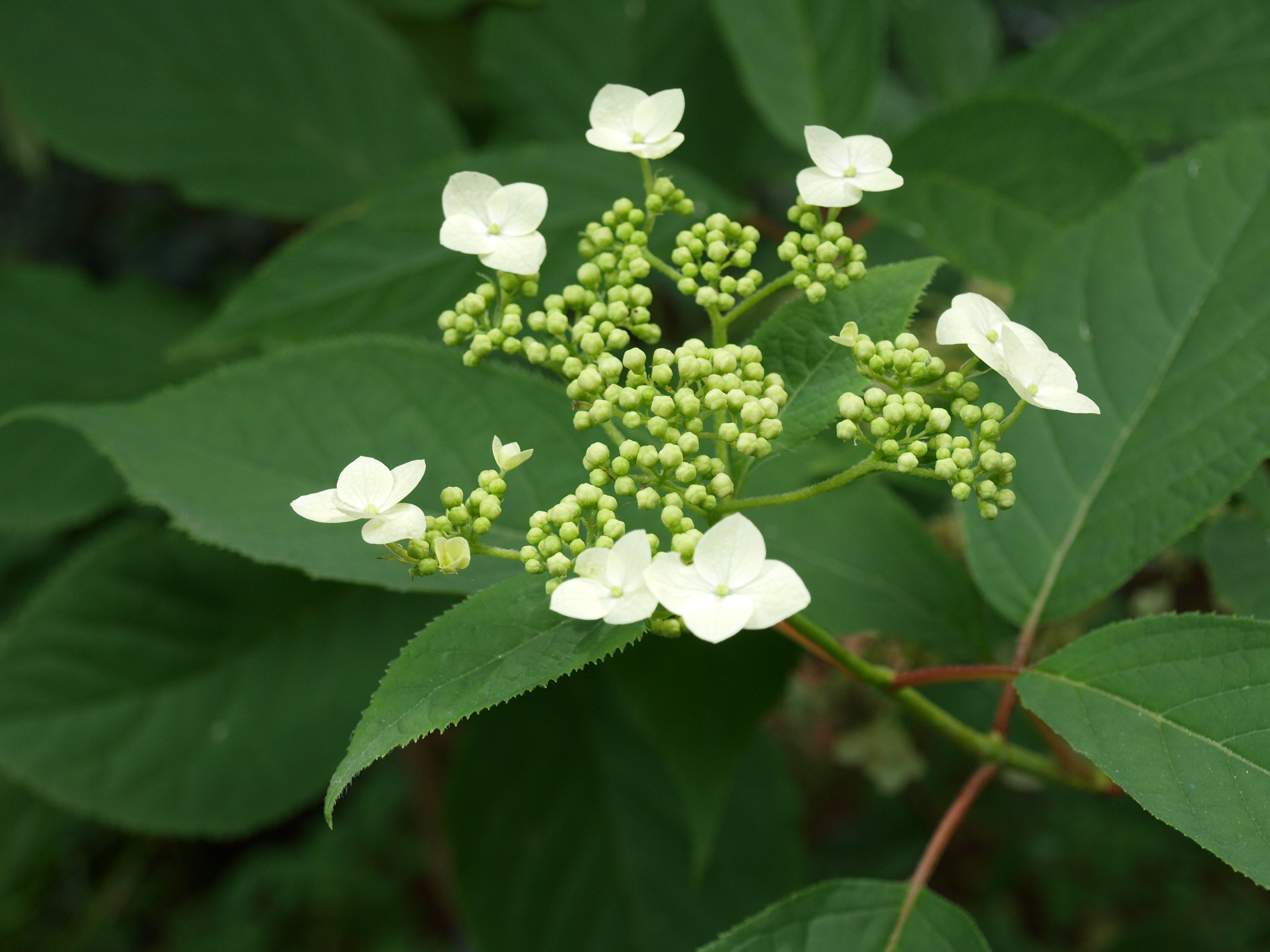
Hydrangea bretschneideri

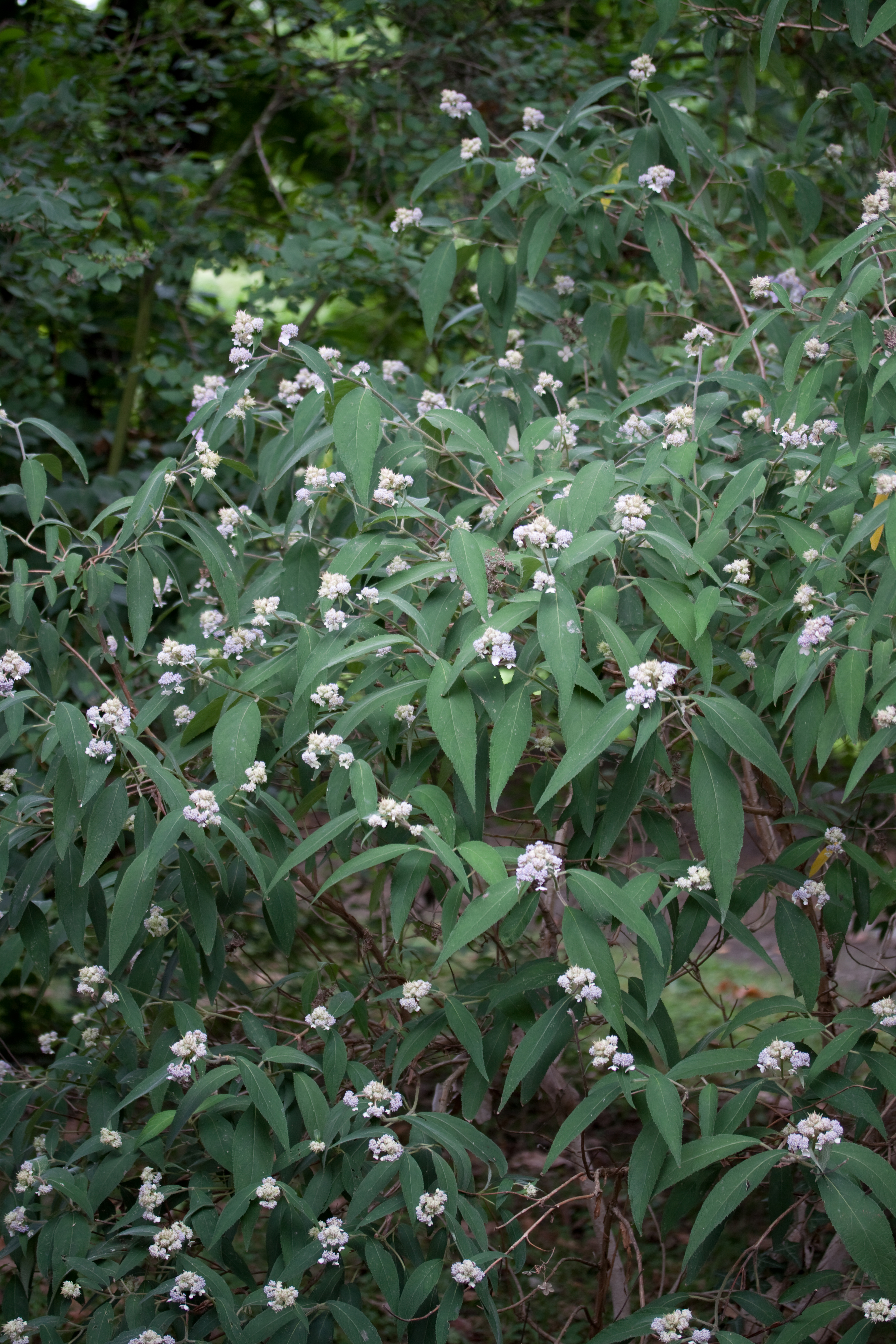
Habitus, Laubblätter und Blütenstände von Hydrangea involucrata

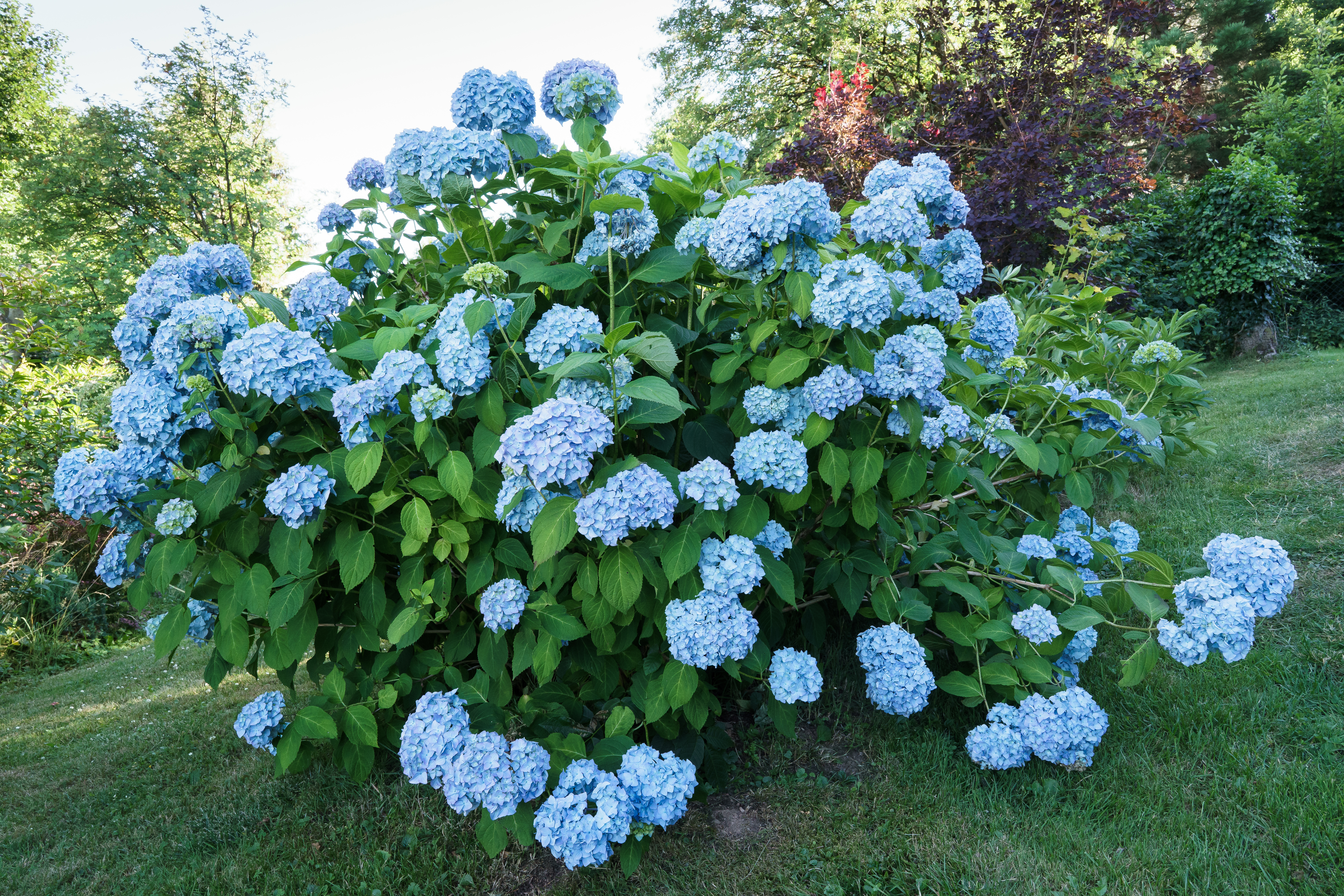
Bauernhortensie (Hydrangea macrophylla)

Die Gattung Hydrangea enthält etwa 70 bis 80 Arten (Auswahl):
- Hydrangea anomala D.Don, wird auch als Kletter-Hortensie bezeichnet.[5] Sie kommt in Bhutan, Indien, Myanmar, Nepal, Tibet, Taiwan und China vor.[4]
- Wald-Hortensie[5] oder Baum-Hortensie (Hydrangea arborescens L.)
- Raue Hortensie[5] (Hydrangea aspera D.Don)
- Hydrangea bretschneideri Dippel (Syn.: Hydrangea heteromalla 'Bretschneideri'): Sie kommt in Gansu, Hebei, Henan, Ningxia, Qinghai, Shaanxi und Shanxi vor.[6]
- Hydrangea chinensis Maxim. (Syn.: Hydrangea scandens subsp. chinensis (Maxim.) E.M.McClint.): Sie kommt in Japan und in China vor.[6]
- Hydrangea cinerea Small: Sie kommt in den östlichen und nördlichen Vereinigten Staaten vor.[4]
- Hydrangea chungii Rehder (Syn.: Hydrangea macrophylla subsp. chungii (Rehder) E.M.McClint.): Sie kommt im nordwestlichen Fujian vor.[6]
- Hydrangea davidii Franch. (Syn.: Hydrangea yunnanensis Rehder): Sie kommt in Guizhou, Sichuan und Yunnan vor.[6]
- Hydrangea dumicola W.W.Sm.: Sie kommt im westlichen Yunnan in Höhenlagen zwischen 1900 und 2500 Metern vor.[6]
- Chinesische Hortensie[5] (Hydrangea heteromalla D.Don): Sie kommt in Bhutan, im nordöstlichen Indien, in Nepal, Sikkim und in Xizang, Sichuan und Yunnan in Höhenlagen zwischen 2400 und 3400 Metern vor.[6]
- Behaarte Hortensie (Hydrangea hirta (Thunb.) Siebold): Sie kommt in Japan auf den Inseln Honshū, Okinawa und Shikoku vor.[4]
- Hydrangea integrifolia Hayata: Sie kommt auf den Philippinen und in Taiwan vor.[6]
- Hüllblatt-Hortensie[5] (Hydrangea involucrata Siebold)
- Hydrangea kwangsiensis Hu: Sie kommt im nördlichen Guangdong, im nördlichen Guangxi, im südöstlichen Guizhou und im südöstlichen Hunan vor.[6]
- Hydrangea liukiuensis Nakai: Sie kommt auf den Ryūkyū-Inseln vor.[4]
- Hydrangea longipes Franch.: Sie kommt in Gansu, Guizhou, Hebei, Henan, Hubei, Hunan, Shaanxi, Sichuan und Yunnan vor.[6]
- Hydrangea luteovenosa Koidz.: Sie kommt in Japan auf Honshū, Kyushu und Shikoku vor.[4]
- Garten-Hortensie[5] (Hydrangea  macrophylla (Thunb.) Ser.)
- Rispen-Hortensie[5] (Hydrangea paniculata Siebold)
- Kletter-Hortensie[7] (Hydrangea petiolaris Siebold & Zucc.)
- Eichenblättrige Hortensie[5] (Hydrangea quercifolia W.Bartram)
- Hydrangea radiata Walter: Sie kommt in Georgia, North Carolina, South Carolina und Tennessee vor.[4]
- Hydrangea robusta Hook.f. & Thomson E.M.McClint.: Sie kommt in Bangladesch, Bhutan, im nördlichen Indien, in Myanmar, Sikkim und China vor.[6]
- Hydrangea sargentiana Rehder: Sie kommt im westlichen Hubei vor.[6]
- Hydrangea scandens (L.f.) Ser.: Sie kommt in Japan auf Honshū, Kyushu und Shikoku vor.[4]
- Hydrangea seemannii L.Riley: Sie kommt im mexikanischen Bundesstaat Durango vor.[4]
- Gesägte Hortensie[5] (Hydrangea serrata (Thunb.) Ser.): Sie kommt in Japan und auf Jejudo vor.[4]
- Hydrangea serratifolia (Hook. & Arn.) F.Phil.: Sie kommt in Argentinien und in Chile vor.[4]
- Hydrangea strigosa Rehder: Sie kommt im nordwestlichen Guizhou, im westlichen Hubei, im nordwestlichen Hunan, im südlichen Shaanxi und in Sichuan vor.[6]
- Hydrangea stylosa Hook.f. & Thomson: Sie kommt in Bhutan, Myanmar, Sikkim und im westlichen Yunnan in Höhenlagen zwischen 2700 und 3000 Metern vor.[6]
- Hydrangea xanthoneura Diels: Sie kommt in Guizhou, im nordwestlichen Hubei, in Sichuan und in Yunnan vor.[6]

## Hortensien als Zierpflanzen
Zucht und Anbau von Hortensien als Zierpflanzen begannen im deutschsprachigen Raum bereits im 18. Jahrhundert. Der kommerzielle Anbau erreichte in der Bundesrepublik Anfang der 1960er Jahre seine Blüte. Damals wurden von Landwirtschaft und Gartenbau fast 7 Millionen Hortensien produziert. Nach einem Tief in den 1980er Jahren stieg die Produktion zuletzt wieder an. Möglich wurde dies „durch eine größere Vielfalt bei den Farben, Formen und dem Habitus“. Generell gilt die Hortensie heute als pflegeleichte Pflanze für Haus und Garten, die eine große äußerliche Vielfalt sowie eine gute Haltbarkeit kennzeichnet. Die Überwinterung ist je nach Sorte auch außer Haus möglich. Ein entsprechender Winterschutz der Pflanzen ist je nach Art empfehlenswert. Die Vermehrung erfolgt durch Ableger und durch Stecklinge.

## Angebliche Verwendbarkeit als Droge
Es kursiert immer wieder das Gerücht, bestimmte Pflanzenteile würden beim Rauchen eine cannabisartige Wirkung entfalten. Wissenschaftlich ist das nicht belegt, es scheint sich um ein bloßes Gerücht zu handeln, das jährlich zum Sommerloch aufgewärmt wird. Es sind keine psychoaktiven Substanzen der Pflanze bekannt. Tatsächlich würde beim Rauchen hochgiftige Blausäure aus der Pflanze freigesetzt, die zu Vergiftungen, zur Blockierung der Atmungskette sowie zur Zerstörung des zentralen Nervensystems bis hin zum Tode führen kann. Daher wird vom Rauchen der Pflanzenteile dringend abgeraten.
Aufgrund der Gerüchte, die Pflanze sei als Droge nutzbar, kommt es immer wieder zu Diebstählen von Hortensien, vor allem aus Privatgärten.